# Trypetheliaceae
Trypetheliaceae es una familia de hongos en gran parte liquenizados pertenececientes al orden Trypetheliales. En el 2008 se estimaba que la familia tenía  13 géneros y 192 especies.

## Géneros
- Aptrootia
- Architrypethelium
- Ascocratera
- Astrothelium
- Campylothelium
- Exiliseptum
- Laurera
- Polymeridium
- Pseudopyrenula
- Trypetheliopsis
- Trypethelium